# Анджелина (округ)
О́круг Анджели́на (англ. Angelina county) — округ штата Техас Соединённых Штатов Америки. На 2000 год в нем проживало 80 130 человек. По оценке бюро переписи населения США в 2008 году население округа составляло 80 038 человек. Окружным центром является город Лафкин.

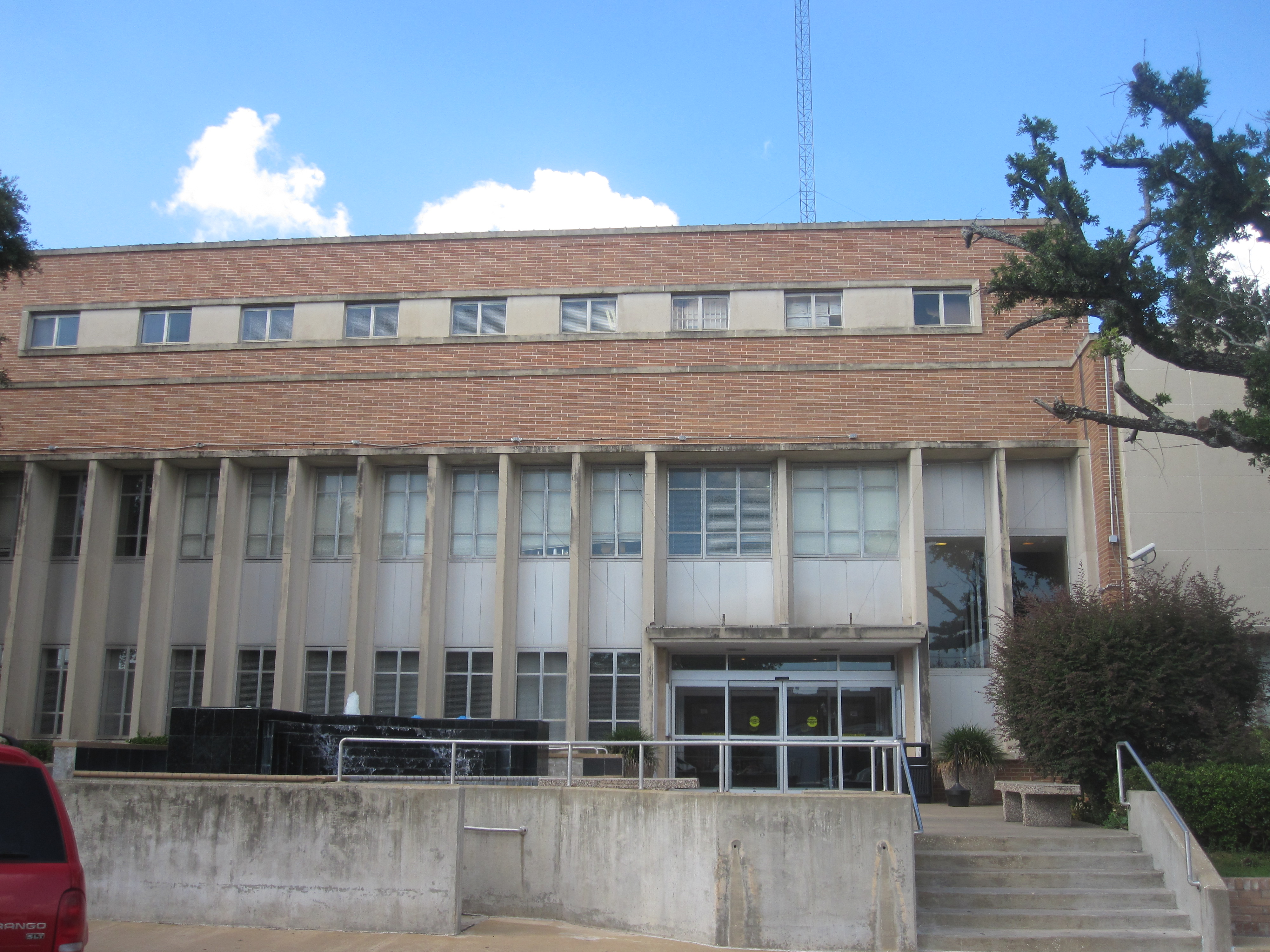
Окружной суд округа Анджелина

## История
Округ Анджелина был сформирован в 1846 году. Он был назван в честь женщины из индейского племени хасинай, помогавшей испанским миссионерам и прозванной ими Анджелиной (англ. Angelina).

## География
По данным бюро переписи населения США площадь округа Андрус составляет 2239 км², из которых 2076 км² — суша, а 163 км² — водная поверхность (7,28 %).

### Основные шоссе
- Шоссе 59
- Шоссе 69
- Автомагистраль 103
- Автомагистраль 94

### Соседние округа
- Накодочес (север)
- Сан-Огастин (северно-восток)
- Джаспер (юго-восток)
- Тайлер (юг)
- Полк (юго-запад)
- Тринити (запад)
- Хьюстон (запад)
- Чероки (северо-запад)

### Охраняемые территории
- Национальный лес Анджелина

## Демография

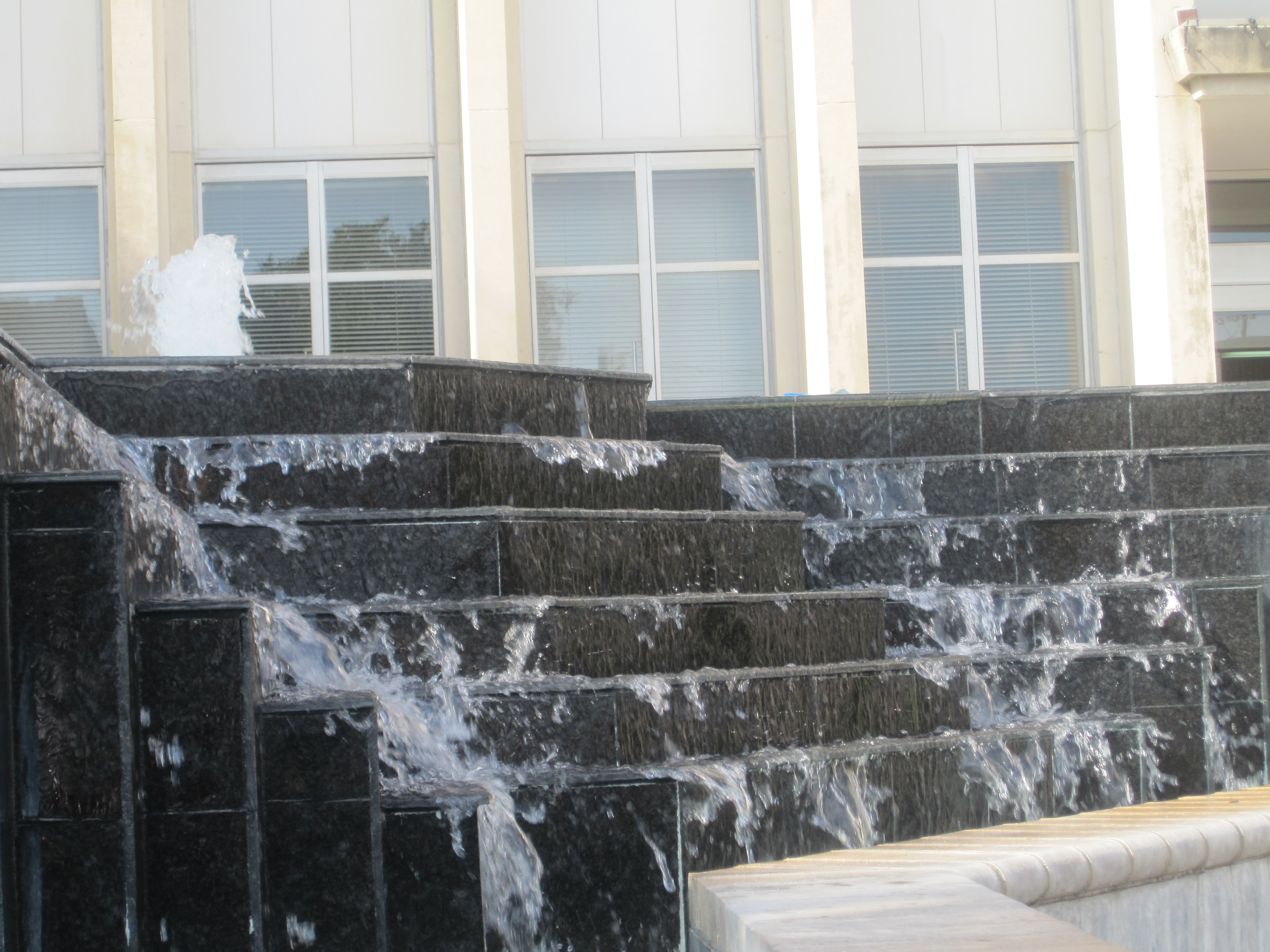
Фонтан возле здания окружного суда

По данным переписи населения 2000 года в округе Андрус проживало 80 130 человек, было 28 685 домашних хозяйств и 21 555 семей. Плотность населения составляла около 39 человек на км². Среди населения было 75,10 % белых, 14,72 % чёрных или афроамериканцев, 0,3 % индейцев, 0,67 % азиатов, 0,02 % жителей Океании и 7,77 % других рас. 14,35 % населения являлись испано- или латиноамериканцами.
Среди 28 685 хозяйств, 36,10 % имели детей возрастом до 18 лет, 57,8 % супружеских пар живущих вместе, 12,3 % женщин-одиночек, 25,9 % не имели семей. 22,8 % от общего количества живут самостоятельно, 9,8 % одинокие старики в возрасте от 65 лет и старше. В среднем на каждое хозяйство приходилось 2,7 человека, среднестатистический размер семьи составлял 3,18 человека.
Показатели по возрастным категориям в округе были следующие: 27,7 % жители до 18 лет, 9,7 % от 18 до 24 лет, 28,6 % от 25 до 44 лет, 21,5 % от 45 до 64 лет и 12,6 % старше 65 лет. Средний возраст составлял 34 года. На каждые 100 женщин приходилось 96,4 мужчин. На каждые 100 женщин в возрасте 18 лет и старше приходилось 93,7 мужчин.
Средний доход на хозяйство в округе составлял $33 806, на семью — $39 505. Среднестатистический заработок мужчины был $30 373 против $20 221 для женщины. Доход на душу населения в округе составлял $15 876. Около 12,4 % семей и 15,8 % населения зарабатывало меньше прожиточного минимума. Среди них было 21,9 % тех кому ещё не исполнилось 18 лет, и 12,3 % тех кому было уже больше 65 лет.

## Населённые пункты
| - Берк - Дайболл - Херти - Хомер - Хадсон - Хантингтон - Лафкин - Завалла                                                                 | \| - Алко - Болд-Хилл - Бьюла - Сидар-Гров - Сентрал - Клосон - Дейвисвилл - Долан - Дунаган - Дарент - Эвинг - Джонсвилл - Марион - Моффитт \| - Оак-Флэт - Пиви - Платт - Поллок - Прери-Гров - Редленд - Редтаун - Роки-Спрингс - Шейди-Гроув - Шони - Томас-Кроссинг - Вудлон \| |
| - Алко - Болд-Хилл - Бьюла - Сидар-Гров - Сентрал - Клосон - Дейвисвилл - Долан - Дунаган - Дарент - Эвинг - Джонсвилл - Марион - Моффитт | - Оак-Флэт - Пиви - Платт - Поллок - Прери-Гров - Редленд - Редтаун - Роки-Спрингс - Шейди-Гроув - Шони - Томас-Кроссинг - Вудлон |

## Образование
В округе находится колледж Анджелина. Образовательная система в округе представлена следующими округами:
- Центральный школьный округ
- школьный округ Колмснейл (частично)
- школьный округ Дайболл
- школьный округ Хадсон
- школьный округ Хантигтон
- школьный округ Лафкин
- школьный округ Уэлс (частично)
- школьный округ Завалла